# Neopsittacus
Neopsittacus är ett fågelsläkte i familjen östpapegojor inom ordningen papegojfåglar. Släktet omfattar endast två arter som enbart förekommer på Nya Guinea:
- Gulnäbbad lorikit (N. musschenbroekii)
- Orangenäbbad lorikit (N. pullicauda)